# Ron Berlinski
Ron Berlinski (* 8. August 1994 in Bochum) ist ein deutscher Fußballspieler. Er steht aktuell bei den Kickers Offenbach unter Vertrag.

## Werdegang
Der Stürmer Ron Berlinski spielte zunächst in den Jugendabteilungen der Vereine VfB Günnigfeld, VfL Bochum, SG Wattenscheid 09 und DSC Wanne-Eickel, bevor er sich im Jahre 2010 dem Bochumer Verein DJK TuS Hordel anschloss und dort zwei Jahre später in die erste Mannschaft aufrückte. Dort spielte Berlinski in der sechstklassigen Westfalenliga. Im Sommer 2018 wechselte Berlinski zum Westfalenligaaufsteiger RSV Meinerzhagen und schaffte mit seiner neuen Mannschaft als Meister den Durchmarsch in die Oberliga Westfalen. Ein Jahr später gewann Berlinski mit dem RSV den Westfalenpokal durch einen 2:0-Finalsieg über den SV Schermbeck.  Im Sommer 2021 wechselte Berlinski zum Drittligisten SC Verl. Am 2. August 2021 gab er sein Profidebüt, als er beim 1:0-Auswärtssieg gegen die Würzburger Kickers in der 73. Minute für Leandro Putaro eingewechselt wurde. Insgesamt absolvierte er 25 Ligaspiele und erzielte dabei zehn Tore. Anschließend wechselte der Stürmer im Sommer 2022 weiter zum Drittliga-Aufsteiger Rot-Weiss Essen. In seiner ersten Saison bei den Rot-Weissen absolvierte er 35 von 38 möglichen Drittligaspielen und erzielte dabei 7 Tore. Im Sommer 2024 wurde sein Vertrag nicht verlängert. Daraufhin wechselte er zu den Kickers Offenbach.

## Erfolge
- Aufstieg in die Oberliga Westfalen: 2019
- Torschützenkönig in der Oberliga Westfalen: 2020
- Westfalenpokalsieger: 2020
- Niederrheinpokalsieger: 2023, 2024

## Sonstiges
Ron Berlinski arbeitete vor seinem Wechsel nach Verl in seiner Heimatstadt Bochum als Mechatroniker für Nutzfahrzeuge.